# Бэтмен. Часть 2
Безымянный сиквел фильма «Бэ́тмен» — будущий американский супергеройский фильм, основанный на комиксах издательства DC о супергерое Бэтмене. Проект разрабатывается студиями DC Studios, 6th & Idaho и Dylan Clark Productions, будет распространяться Warner Bros. и станет прямым продолжением фильма «Бэтмен» (2022), а также второй кинокартиной в рамках запланированной общей вселенной Бэтмена. Режиссёром фильма выступит Мэтт Ривз, написавший сценарий совместно с Маттсоном Томлином, а Роберт Паттинсон исполнит роль Брюса Уэйна / Бэтмена. Также в фильме снимутся Джеффри Райт, Энди Серкис и Колин Фаррелл.
Во время разработки фильм «Бэтмен» был задуман компанией Warner Bros. как первый фильм новой трилогии фильмов о Бэтмене, которая сформирует общую вселенную, а в ноябре 2019 года сообщалось, что исполнители главных ролей в нём подписали контракты на будущие фильмы. В декабре 2021 года продюсер Дилан Кларк объявил, что фильм заложит основу для будущих картин, а идеи для первой из них начали обсуждать к началу 2022 года. Warner Bros. официально анонсировала сиквел «Бэтмена» в апреле 2022 года, подтвердив возвращение Ривза и Паттинсона, а Томлин присоединился к проекту в августе. В ноябре Ривз провёл встречу с главами DC Studios, чтобы удостовериться в том, что его проекты не будут пересекаться с основной франшизой под названием «Вселенная DC». В январе 2023 года стало известно название проекта — «Бэтмен. Часть 2» (англ. The Batman — Part II). В связи с забастовками сценаристов и актёров производство на некоторое время было поставлено на паузу, но вскоре возобновилось. Ривз сосредоточился на доведении сценария до совершенства, а в декабре 2024 года фильм лишился своего названия. Съёмки начнутся в третьем квартале 2025 года и пройдут в Великобритании.
Картина выйдет в прокат США 1 октября 2027 года под брендом «DC Elseworlds». Третий фильм серии находится в разработке.

## Актёрский состав
- Роберт Паттинсон — Брюс Уэйн / Бэтмен:
Миллиардер-затворник, одержимый идеей защиты Готэма в образе линчевателя в маске, надеясь таким образом примириться со своим прошлым[2]. По словам режиссёра Мэтта Ривза, в жизни героя наступает новый период, когда он понимает, как «трудно быть Бэтменом» и винит себя в воцарившейся в городе безысходности[3][4].
- Джеффри Райт — Джеймс Гордон: союзник Бэтмена в рядах Департамента полиции Готэм-Сити[5].
- Энди Серкис — Альфред Пенниуорт: дворецкий и наставник Брюса[6].
- Колин Фаррелл — Освальд «Оз» Кобблпот / Пингвин: покрытый шрамами криминальный авторитет и бывшая правая рука покойного босса мафии Кармайна Фальконе[7].

## Производство

### Разработка
К маю 2019 года фильм «Бэтмен» (2022), основанный на комиксах DC Comics, был запланирован компанией Warner Bros. Pictures как начало новой трилогии фильмов о Бэтмене, а в ноябре того же года сообщалось, что исполнители главных ролей подписали контракты на свои появления в будущих фильмах. К сентябрю 2021 года компанией WarnerMedia были подтверждены планы начать с помощью «Бэтмена» сосредоточенную на персонаже общую вселенную, развивающуюся отдельно от другой франшизы на основе комиксов DC, «Расширенной вселенной DC». Эту франшизу режиссёр Мэтт Ривз и продюсер Дилан Кларк называли «Эпической криминальной сагой о Бэтмене» (англ. Batman Epic Crime Saga). Кларк отметил, что «Бэтмен» закладывает фундамент для будущих картин. Ривз предлагал руководству студии глубже исследовать персонажа Пингвина, однако вместо этого он решил использовать эту идею для спин-офф-сериала «Пингвин». В декабре исполнитель главной роли Роберт Паттинсон сказал, что у него есть идеи по развитию персонажа Брюса Уэйна / Бэтмена в будущих фильмах. В начале 2022 года Паттинсон и Ривз сказали, что хотели бы представить в сиквеле Робина, а в качестве антагонистов показать Суд Сов, Календарного человека, Мистера Фриза или Хаша.
«Бэтмен» вышел в мировой прокат в марте 2022 года. Месяц спустя Discovery, Inc. и WarnerMedia, материнская компания Warner Bros., слились воедино, образовав конгломерат Warner Bros. Discovery (WBD), главой которого стал Дэвид Заслав. Новая компания собиралась организовать «перестройку» внутри DC Entertainment, и Заслав начал поиски человека, который, аки президент Marvel Studios Кевин Файги, занял бы пост главы новой дочерней компании. Сиквел был официально объявлен во время панели Warner Bros. Pictures на фестивале CinemaCon в апреле 2022 года, когда председатель Warner Bros. Pictures Group Тоби Эммерих сказал, что в продолжении вернётся «вся команда», в том числе Паттинсон как исполнитель главной роли и Ривз как режиссёр. В августе Ривз от лица своей компании 6th & Idaho заключил сделку с Warner Bros. Pictures продлил свой контракт со студией Warner Bros. Television Studios, совместно с которой он разрабатывал «Пингвина» и ещё один сериал для стримингового сервиса HBO Max. Переговоры со студией продлились дольше, чем ожидалось, в частности из-за смены руководства WBD. Сделка Ривза о фильме была признана утешением, призванным убедить кинематографистов продолжать работу с WBD на фоне отмены практически завершённого фильма «Бэтгёрл», который должен был стать частью «Расширенной вселенной DC». Кларк должен был вернуться к должности продюсера продолжения «Бэтмена», а Маттсон Томлин стал соавтором сценария вместе с Ривзом после того, как участвовал в написании сценария к первому фильму, но не был указан в титрах. Работа должна была начаться в течение нескольких недель.
В октябре того же года сценарист / режиссёр Джеймс Ганн и продюсер Питер Сафран стали председателями и директорами новообразованной компании DC Studios. Они должны курировать создание всех будущих экранизаций DC, в том числе продолжения «Бэтмена», премьера которого должна была состояться не раньше 2025 года, так как в тот момент Ривз по-прежнему работал над сценарием. Через неделю после вступления в должности Ганн и Сафран начали работу над многолетним планом новой франшизы, получившей название «Вселенная DC» и представляющей собой «мягкую перезагрузку» «Расширенной вселенной DC». По словам Заслава, в новом плане «не будет четырёх Бэтменов». В течение нескольких месяцев Ривз, Ганн и Сафран обсуждали, как им избежать конфликтов в своих планах. В какой-то момент Ганн предложил включить проекты Ривза с Паттинсоном в состав «Вселенной DC», но режиссёр отказался, и студия уважила его выбор. Поначалу Ганн опровергал информацию о том, что такие разговоры в принципе имели место, а позднее объяснил, что хочет свободно рассказывать отдельные истории, не относящиеся к канону «Вселенной DC», под эгидой лейбла «DC Elseworlds»; Издательство DC Comics схожим образом использует импринт Elseworlds, выпуская истории, не связанные с основными сюжетными линиями. В январе 2023 года Ганн объявил официальное название фильма — «Бэтмен. Часть 2» (англ. The Batman — Part II). Постановщик подтвердил, что проект будет частью «DC Elseworlds», а каноничным для «Вселенной DC» будет фильм «Отважный и смелый». В то время Ривз и Томлин работали над сценарием «Части 2», желая создать продолжение, которое превзойдёт оригинал. Съёмки должны были начаться в ноябре 2023 года на площадке Warner Bros. Studios Leavesden в Англии. «Пингвин» же был задуман как подводка к фильму, и исполнитель роли Пингвина Колин Фаррелл заявил о своём желании повторить свою роль; Ривз тем временем объявил о возвращении Энди Серкиса к роли Альфреда Пенниуорта. В марте 2023 года появилась информация о возвращении Барри Кеогана к роли Джокера, а также о том, что в фильме появится персонаж Глиноликий; оба этих заявления были позднее опровергнуты.
В связи с началом забастовки Гильдии сценаристов США студия отложила съёмки до марта 2024 года, хотя и ожидалось, что на дату выхода это не повлияет. Ривз обсуждал возможную работу над фильмом с оператором «Бэтмена» Грегом Фрэйзером. Джош Хартнетт и Джоэл Эдгертон рассматривались на роль Харви Дента, персонажа, который к концу фильма мог бы стать злодеем Двуликим, как в комиксах. Ожидалось, что Warner Bros. возобновит подготовку к съёмкам вскоре после завершения забастовки сценаристов в сентябре, а в декабре Ганн посетил питчинг идей для фильма. В следующем месяце начало съёмок было запланировано на период с августа по октябрь 2024 года, однако уже в марте Warner Bros. перенесла премьеру картины на 2 октября 2026 года. Связано это решение с забастовками Гильдии сценаристов и SAG-AFTRA; по словам журналиста Джеффа Снайдера, площадки, где должны были проходить съёмки, до конца 2024 года были заняты создателями проектов других студий. Вскоре было официально подтверждено возвращение Джеффри Райта и Фаррелла к ролям Джеймса Гордона и Пингвина соответственно. Райт заявил, что хотел бы увидеть, как Гордона, который в первом фильме был лейтенантом Департамента полиции Готэм-Сити, повышают в звании. Появление Фаррелла ожидалось в пяти или шести сценах. Переносы даты выхода позволяли Ривзу продолжать работу над сценарием, и к сентябрю он уже почти дописал его, поделившись с DC Studios отрывками, но не собирался отправлять студии черновой вариант до тех пор, пока тот не будет готов. По словам Ривза, в сиквеле Бэтмен будет расследовать новое дело, всё больше погружаясь в коррупцию и раскол общества в Готэм-Сити, произошедшие в результате событий первой части и «Пингвина». Съёмки должны были начаться в 2025 году, в то время как Паттинсон присоединился к актёрскому составу фильма «Одиссея» (2026), который будет сниматься в том же году, но до сиквела «Бэтмена».

### Подготовка к съёмкам
Кастинг начался к декабрю 2024 года, когда Снайдер сообщил о том, что некоему актёру предложили роль злодея. Кроме того, фильм планировали начать снимать в марте 2025 года, по-прежнему рассчитывая выпустить его в октябре 2026 года. Некоторые издания посчитали, что релиз могут перенести, в частности из-за того, что за месяц до данного проекта должен выйти фильм «Глиноликий», входящий в состав «Вселенной DC»; кроме того, была вероятность, что Warner Bros. захочет сдвинуть премьеру на март 2027 года из-за успеха фильмов «Бэтмен» и «Дюна: Часть вторая» (2024), вышедших в том же временном промежутке. К тому моменту DC Studios запланировала выход неназванного проекта на 5 марта 2027 года. Вскоре после этого Снайдер сообщил, что Фрэйзеру пришлось отказаться от съёмок фильма «Дюна: Часть третья» в пользу сиквела «Бэтмена» из-за конфликтов в расписании. В конце того же месяца фильм лишился своего названия, а дата премьеры была перенесена на 1 октября 2027 года, поскольку Ривз намеревался довести сценарий проекта до совершенства. Warner Bros. ранее забронировала эту дату для неназванного фильма DC. Ожидалось, что в картине будет много визуальных эффектов, а съёмки начнутся не ранее третьего квартала 2025 года. Тем временем режиссёр «Отважного и смелого» Энди Мускетти заявил, что приостанавливает работу над фильмом в пользу других своих проектов, и вскоре опроверг слухи о том, что Бэтмен Паттинсона будет частью «Вселенной DC»; по его словам, у DC Studios есть план, как не допустить пересечения двух проектов о персонаже между собой. Ривз же сказал, что сосредоточен на продолжении «Бэтмена» и завершении «эпической криминальной саги», однако к идее интеграции героя он отнесётся положительно, если в этом будет смысл.

### Съёмки
Съёмки фильма начнутся в третьем квартале 2025 года и пройдут на площадке Warner Bros. Studios в Ливсдене, Англия. Оператором станет Грег Фрэйзер, снимавший первый фильм.

## Премьера
Фильм выйдет в прокат США 1 октября 2027 года в формате IMAX под лейблом «DC Elseworlds». Изначально фильм должен был выйти 3 октября 2025 года, затем 2 октября 2026 года, а позднее премьеру перенесли на 2027 год, чтобы у сценаристов было больше времени для работы.